# Estrecho de Baltisk
El estrecho de Baltisk (del ruso: Балтийский пролив) es un canal artificial que une la laguna del Vístula y la bahía de Gdansk y separa la península de Sambia y el cordón litoral del Vístula. El estrecho está en territorio del óblast de Kaliningrado, Rusia. 
Es la principal conexión desde mar abierto con los puertos rusos de Baltisk y Kaliningrado, así como a los puertos polacos de Elbląg, Braniewo, Tolkmicko, Frombork, Sztutowo, Krynica Morska, y Nowa Pasłęka.
El estrecho fue excavado en 1497. En 1960 se amplió y ahora mide 400 m de ancho y 12 de profundidad.
Desde los años 1990, Rusia ha estado bloqueando periódicamente el canal, tanto para el tráfico polaco como para el ruso. Ello ha llevado a las autoridades polacas a considerar la posible construcción de otro canal a través del cordón litoral del Vístula.